# Baybayin

"Baybayin" in Baybayin-Schrift

Baybayin-Zeichen "ka" auf der Flagge der Magdiwang Fraktion der Katipunan

Baybayin-Zeichen "ka" auf der Flagge der Magdalo Fraktion der Katipunan

Baybayin (traditionelles Baybayin ᜊᜊᜌᜒ; koloniales Baybayin ᜊᜌ᜔ᜊᜌᜒᜈ᜔) (auch Alibata genannt) ist eine vorkoloniale Schrift, die im Mittelalter ausschließlich auf der philippinischen Insel Luzon genutzt wurde. 

## Geschichte
Das aus der javanischen Kawi-Schrift entstandene silbisch-alphabetische System wurde für Tagalog, Ilokano und Pangasinan verwendet. 
Das Baybayin existierte bereits im 12. Jahrhundert und fand bis in die Anfangszeit der spanischen Kolonisierung der Philippinen weiterhin Verwendung. Baybayin heißt wörtlich „Rechtschreibung“. Die heute noch gebräuchlichen Schriften Hanunó'o, Buhid und Tagbanwa der philippinischen Bergvölker ähneln dem Baybayin. 

### Baybayin von der spanischen Kolonialzeit bis heute
Die Baybayin-Schrift wurde in der spanischen Kolonialzeit der Philippinen zur katholischen Missionierung verwendet. 1593 erschien die Doctrina Christiana, en lengua española y tagala als eines der ersten christlichen Bücher auf Baybayin. Da das Buch zweisprachig auf Spanisch und Tagalog gedruckt wurde, gibt es einen sehr seltenen Einblick in die Tagalog-Sprache, bevor diese vom Spanischen beeinflusst wurde.
Da Baybayin keine Konsonanten ohne Vokale produzieren konnte, erweiterten spanische Priester die Schrift um ein zusätzliches kudlit, das als Verweis auf das Christentum einem „+“ ähnelt, um den Vokal gänzlich entfallen zu lassen. Diese Kudlit funktioniert genauso wie das virama in der indischen Devanagari-Schrift.
Baybayin verschwand zusehends im 17. Jahrhundert, obwohl bis ins 18. Jahrhundert noch mit Baybayin unterschrieben und Gedichte damit verfasst wurden. Die Bergvölker von Mindoro hörten bis heute nie auf, eine ähnliche Schrift zu verwenden. Heute wird auf den Philippinen weitgehend mit dem lateinischen Alphabet geschrieben. Im Zuge nationalistischer Tendenzen der letzten Jahrzehnte ist Baybayin jedoch auf den Philippinen wieder populär geworden.
In Japan vorhandene Vasen aus dem 12. Jahrhundert weisen auf den 
Handel zwischen Luzon und Japan hin. Die sogenannten Rusun-Tsukuri (Japanisch:呂宋製 oder 呂宋つくり) (wortwörtlich: „In Luzon hergestellt“ oder „Made in Luzon“) wurden von den jeweiligen Herstellern mit Baybayin verziert. Diese Verzierungen weisen auf den ursprünglichen Inhalt der Vasen als auch auf den Hersteller hin. Meistens befand sich Grüner Tee oder Reiswein in ihnen. Die einzige bis heute noch erhaltene Manufaktur aus dieser Zeit kommt aus Burnay Ilocos und stellt Vasen her.

### Baybayin auf philippinischen Geldscheinen
Seit der New-Generation-Banknotenserie 2010 befindet sich auf jedem Geldschein der Philippinen rechts unten das Wort „Pilipino“ (Baybayin: ᜉᜒᜎᜒᜉᜒᜈᜓ), zu Deutsch: Filipino. Der benutzte Schrifttyp ist der von Paul Morrow entwickelte Font für PCs.

## Typologie
Es handelt sich um eine Abugida-Schrift, bei denen jedes Schriftzeichen in seiner Grundform ein Konsonant ist, der mit dem Vokal „a“ endet. Um Konsonanten mit anderen Vokalen zu produzieren, wird ein Zeichen entweder oberhalb (um „e“ oder „i“ zu produzieren) oder unterhalb (um „o“ oder „u“ zu produzieren) des Schriftzeichens hinzugefügt. Dieses Zeichen wird kudlit genannt und wird nicht für Vokale benutzt, welche eigene Schriftzeichen besitzen.

### Vokale
| Laut              | a | e / i | o / u |
| Baybayin- Zeichen |   |       |       |

### Konsonanten
| ba | be | bo |
|    |    |    |

| ka | ga | nga |
|    |    |     |
| ta | da | na  |
|    |    |     |
| pa | ba | ma  |
|    |    |     |

| ya | la | wa | sa | ha |
|    |    |    |    |    |

## Unicode
Die Baybayin-Schrift ist Teil des Unicode-Standards und wird dort Tagalog genannt (Unicodeblock Tagalog).
In der folgenden Tabelle werden, unter der Benutzung von Unicode, die Zeichen des Baybayin sowie ihre Übertragung ins philippinische Alphabet dargestellt und als IPA gezeigt.
|         | ᜔  |
| /a/     | ᜀ |
| /i/ /ɛ/ | ᜁ |
| /u/ /o/ | ᜂ |

| /b/       | ᜊ᜔ |
| /ba/      | ᜊ |
| /bi/ /bɛ/ | ᜊᜒ |
| /bu/ /bo/ | ᜊᜓ |

| /k/       | ᜃ᜔ |
| /ka/      | ᜃ |
| /ki/ /kɛ/ | ᜃᜒ |
| /ku/ /ko/ | ᜃᜓ |

| /d/ oder /ɾ/                  | ᜇ᜔ |
| /da/ oder /ɾa/                | ᜇ |
| /di/ oder /ɾi/ /dɛ/ oder /ɾɛ/ | ᜇᜒ |
| du/ oder /ɾu/ do/ oder /ɾo/   | ᜇᜓ |

| /g/       | ᜄ᜔ |
| /ga/      | ᜄ |
| /gi/ /gɛ/ | ᜄᜒ |
| /gu/ /go/ | ᜄᜓ |

| /h/       | ᜑ᜔ |
| /ha/      | ᜑ |
| /hi/ /hɛ/ | ᜑᜒ |
| /hu/ /ho/ | ᜑᜓ |

| /l/       | ᜎ᜔ |
| /la/      | ᜎ |
| /li/ /lɛ/ | ᜎᜒ |
| /lu/ /lo/ | ᜎᜓ |

| /m/       | ᜋ᜔ |
| /ma/      | ᜋ |
| /mi/ /mɛ/ | ᜋᜒ |
| /mu/ /mo/ | ᜋᜓ |

| /n/       | ᜈ᜔ |
| /na/      | ᜈ |
| /ni/ /nɛ/ | ᜈᜒ |
| /nu/ /no/ | ᜈᜓ |

| /ŋ/       | ᜅ᜔ |
| /ŋa/      | ᜅ |
| /ŋi/ /ŋɛ/ | ᜅᜒ |
| /ŋu/ /ŋo/ | ᜅᜓ |

| /p/       | ᜉ᜔ |
| /pa/      | ᜉ |
| /pi/ /pɛ/ | ᜉᜒ |
| /pu/ /po/ | ᜉᜓ |

| /s/       | ᜐ᜔ |
| /sa/      | ᜐ |
| /si/ /sɛ/ | ᜐᜒ |
| /su/ /so/ | ᜐᜓ |

| /t/       | ᜆ᜔ |
| /ta/      | ᜆ |
| /ti/ /tɛ/ | ᜆᜒ |
| /tu/ /to/ | ᜆᜓ |

| /w/       | ᜏ᜔ |
| /wa/      | ᜏ |
| /wi/ /wɛ/ | ᜏᜒ |
| /wu/ /wo/ | ᜏᜓ |

| /j/       | ᜌ᜔ |
| /ja/      | ᜌ |
| /ji/ /jɛ/ | ᜌᜒ |
| /ju/ /jo/ | ᜌᜓ |